# Starflam
Starflam est un groupe belge francophone de hip-hop, originaire de Liège et Bruxelles.

## Historique
C'est à Liège, au début des années 1990 que naît le groupe "H-Posse" : il est composé de DJ Stefy H et de MC Double H. Ils assurent plusieurs concerts en région Liégeoise et sont accompagnés sur scènes par plusieurs danseurs (Big K, Fish B, Casanova, MM Strong, Titi B, Barracuda...). 
MC Double H arrête le rap et DJ Stefy H devient Seg. Avec DJ Mig One, Fred'alabass, DJ Sonar, Level Bass, Sly-D et Balo le H-Posse devient un collectif. Sur demande de Sly-D, ils sont rejoints quelques mois plus tard par les bruxellois Akro et Mista R. qui forment le duo "Malfrats Linguistik".
Le collectif H-Posse est majoritairement représenté sur la compilation "Fidèles au vinyl" sortie en 1993 en collaboration avec la MJ Thier-à-Liège.
Pour des raisons diverses DJ Sonar, Mista R. et Sly-D quittent le collectif. Mista R. part vivre en France et se rebaptise Monsieur R. Il officie désormais au sein du collectif Ménage à 3.
Seg, Akro et Balo forment alors un nouveau trio baptisé "Malfrats Linguistiques". Ils sortent "la démo" en 1995 et, après de multiples concerts, notamment aux Francofolies de Spa, font l'ouverture du festival de Dour (auquel ils participent encore en 1996).
En 1997 ils proposent un dernier morceau appelé "opération Starflam" sur lequel ils accueillent les deux rappeurs liégeois Kaer et l'Enfant Pavé. Ce morceau n'est présent que sur la compilation "Phat Unda Compil" produite par l'asbl Souterrain Prod.
Starflam est l'anacyclique de « malfrats ». 
Leur premier album Starflam est paru en 1997. Selon Émile Henceval dans son ouvrage Musique-musiques 1998 : chronique de la vie musicale en Wallonie et à Bruxelles, « si, de 98, il ne fallait retenir plus particulièrement que deux ou trois noms, jusqu'alors pratiquement inconnus, qui ont véritablement marqué cette année, ce sont vraisemblablement ceux de William Dunker, Starflam et Mélanie Cohl. »
Le deuxième album Survivant voit le jour en mars 2001 et devient disque de platine en Belgique (30.000 exemplaires vendus).
Le suivant, Donne-moi de l'amour, sort en septembre 2003 et est réédité en juin 2004 en une édition deluxe contenant un CD supplémentaire avec des inédits, des remixes et des clips vidéo.
En 2004, Balo quitte le groupe. 
En juin 2005 sort le DVD "Faites du bruit" reprenant les meilleurs moments de deux concerts (celui des 10 ans du groupe donné en 2002 au prestigieux Forum de Liège et le concert sold-out donné à l'Ancienne Belgique de Bruxelles en 2003), ainsi que des bonus et un CD. Ceci clôturant leur contrat avec EMI.
Starflam se produit pendant plus de 10 ans devant des dizaines de milliers de spectateurs.
Le projet est alors mis en sourdine à la suite de graves ennuis de santé de l'un de ses membres.
Entre différents projets solos (Akro a sorti 4 albums, L'Enfant Pavé en a sorti 3 et Kaer en a sorti 1), le groupe se réunit en 2014 pour un concert exclusif. Dans la foulée il réalise deux nouveaux morceaux qui figureront sur la compilation "Starflam - à l'ancienne" sortie chez Warner en 2015. S'en suivra un retour gagnant à l'Ancienne Belgique et dans les plus grands festivals d'été.
Starflam gagne l'Octave du meilleur spectacle de l'année 2016.
Le groupe cesse toute activité peu de temps après.

## Membres

### Derniers membres
- Akro : de son vrai nom Thomas Duprel, est un rappeur belge.
- Seg : de son vrai nom Stéphane Hacquier, est un rappeur belge.
- Kaer : e son vrai nom Didier Gosset,est un rappeur belge.
- L'Enfant Pavé : de son vrai nom Pierre Étienne, est un rappeur belge.
- DJ Mig 1 :  de son vrai nom Miguel Mathieu, est un DJ belge.
- ALB : de son vrai nom Fred' Alabass, est un musicien Belge.

### Anciens membres
- Monsieur R : de son vrai nom Richard Makela, né en 1975, est un rappeur belge issu d'une famille congolaise.
- MC Balo : de son vrai nom Baloji Tshiani, né le 12 septembre 1979 à Lubumbashi au Zaïre, est un rappeur belge issu d'une famille congolaise.

## Discographie

### Albums studio
- 1997 : Starflam
- 2000 : Live and Direct
- 2001 : Survivant (réédité en 2002)
- 2003 : Donne-moi de l'amour (réédité en édition deluxe en 2004)
- 2005 : Faites du bruit
- 2015 : À l'ancienne (best-of)

### EPetsingles
- 1997 : La Corde raide (12″)
- 1998 : Ce plat pays II (12″ et CD)
- 1998 : Monde Confus (CD)
- 2000 : Bled Runner (12″ et CD)
- 2001 : De cause à effet / ça tape dur (12″)
- 2001 : La Sonora (12″ & CD)
- 2001 : Amnésie Internationale (12″ et CD)
- 2002 : Sous pression (12″ et CD)
- 2003 : Marseille – Liège / Mr. Orange (12″)
- 2003 : Ils ne savent pas (12″)

### Mixtapes
- 1995 : La démo
- 1996 : Hometape
- 2000 : Hometape II
- 2003 : Hometape III

### Collaborations
- 1993 : Bizness Freestyle (sur la compilation Fidèles au vinyl)
- 1993 : Voie Sans Issue (sur la compilation Fidèles au vinyl)
- 2001 : De soixante à septante - feat. La Caution, (Asphalte hurlante)
- 2002 : L'Étoffe d'1-0 (FRJ remix) (bande originale du film Au-delà de Gibraltar)
- 2003 : L'enfouisseur - Street-tape (compilation Only Bizness III, Call 911 Records)
- 2005 : La Démission (bonus de la compilation À l'instinct volume 2)

### DVD
- 2005 : Faites du bruit